# マッシモ・タンブリーニ

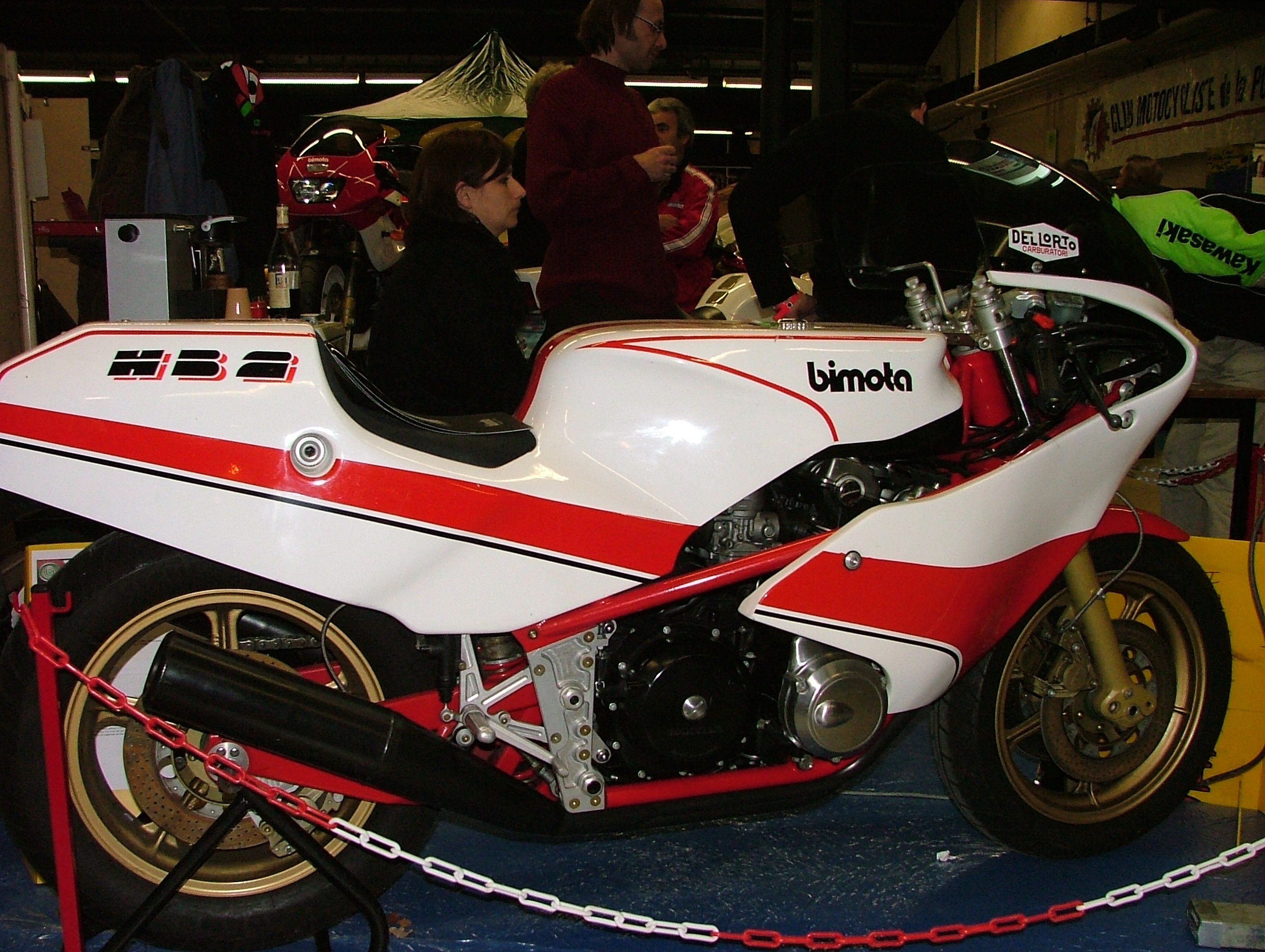
ビモータHB2

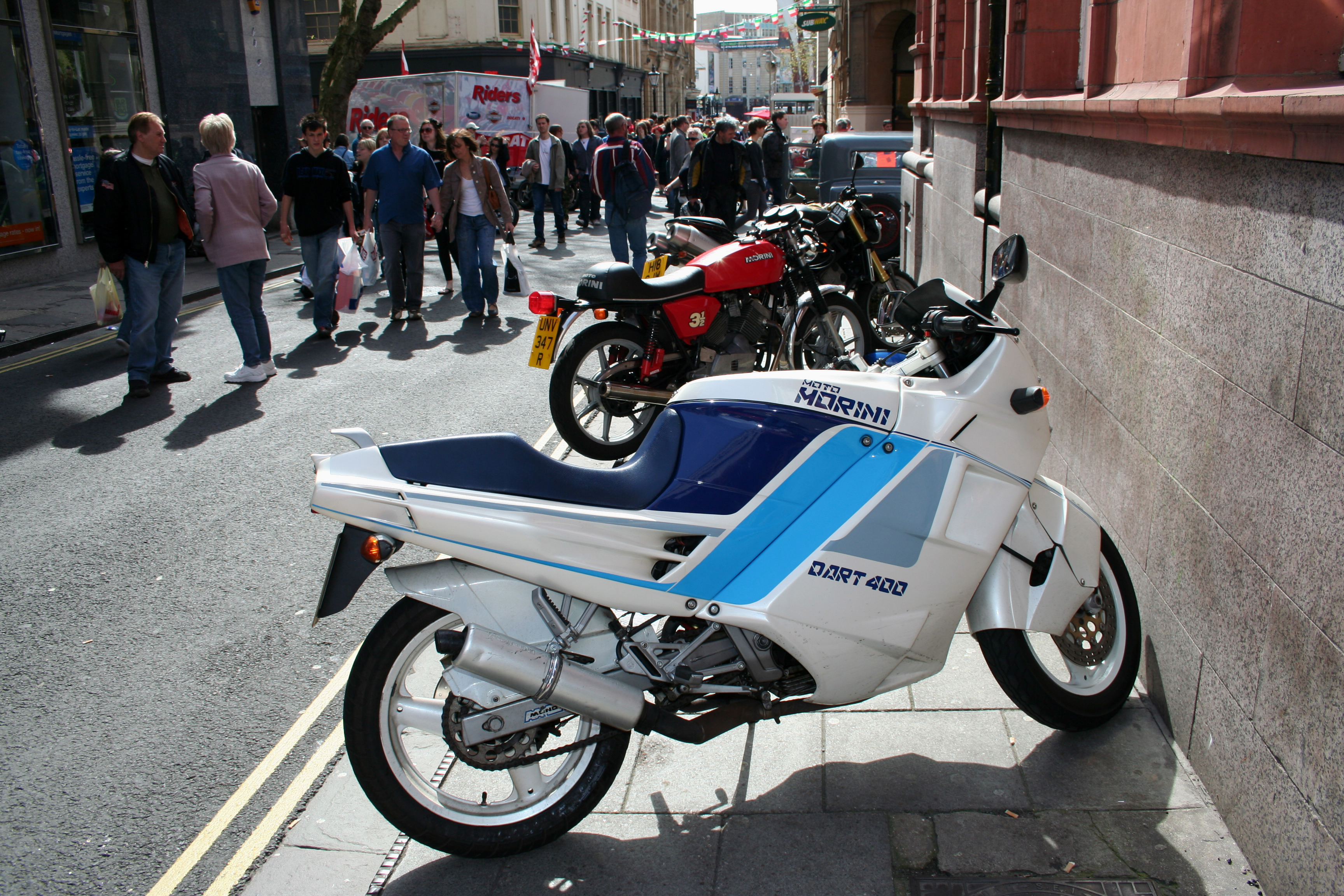
モトモリーニ・ダート

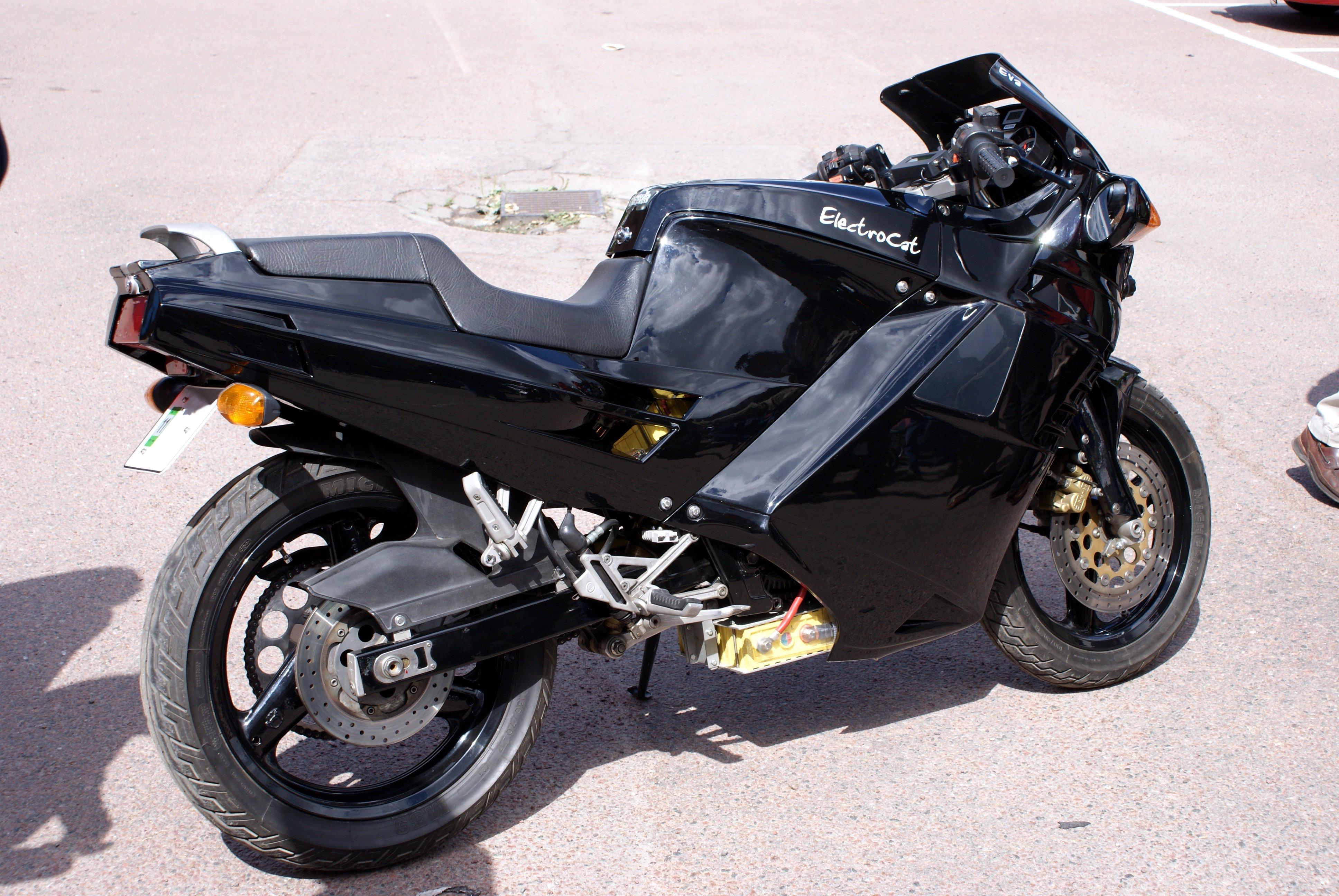
カジバ・フレッチアC12R

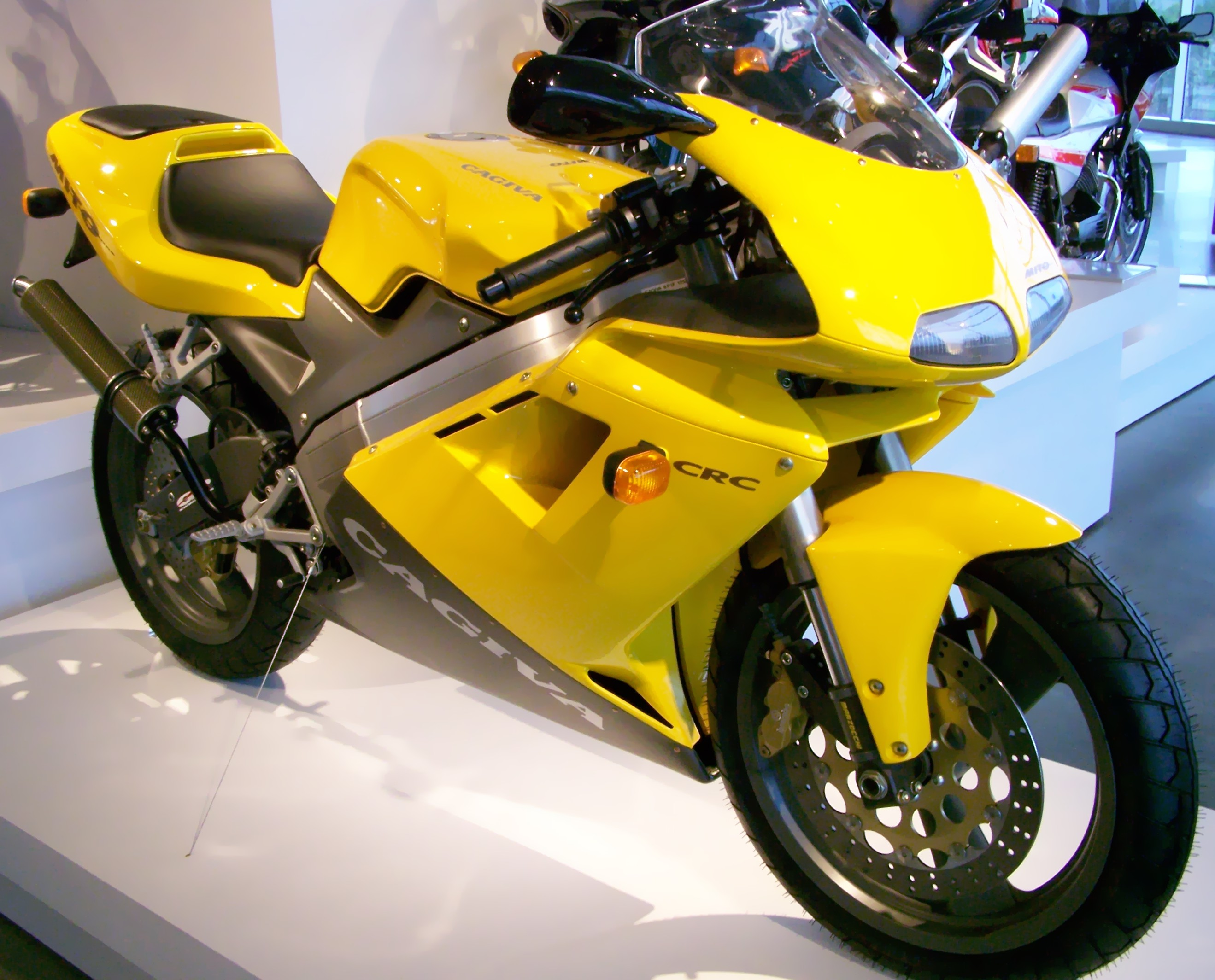
カジバ・ミト

マッシモ・タンブリーニ（Massimo Tamburini、1943年11月28日 - 2014年4月5日 ）はイタリアのオートバイ設計者である。

## ビモータ
1973年ビモータを共同設立。社名末尾の「タ」（Ta ）はタンブリーニの姓から採られている。
ビモータは元々空調設備の会社だったが、タンブリーニは1972年に趣味のオートバイレースで転倒、大破した自らのホンダCB750をフレームから作り直した。これが後のビモータHB1の原型であり、ビモータとしての第1号車でもあった。この車両が評判になり、1973年ビモータは本業とは別にビモータ・メカニカとしてフレーム・ビルダーとしての業務を開始した。そのフレームを採用したレースチームが活躍し、1980年にはヤマハTZ350のエンジンを搭載したレーサーYB3が世界GPの350CCクラスで優勝するなどした結果、ビモータは空調設備の業務を止めてオートバイ製造会社へ転向することとなった。タンブリーニがカジバに移るまでの全ビモータ車両は彼の設計である。

## CRC
1983年カジバに移籍し、カジバの他、当時その傘下であったドゥカティやモト・モリーニ、MVアグスタなどの車両も設計した。設計車両には以下のものがある。
- カジバ・フレッチア
- カジバ・ミト
- ドゥカティ・パゾ
- ドゥカティ・916
- ドゥカティ・748
- ドゥカティ・996
- ドゥカティ・998
- モトモリーニ・ダート
- MVアグスタ・F4シリーズ
- MVアグスタ・ブルターレシリーズ